# Matt Hancock
Matt Hancock (ur. 2 października 1978 w Chester) – brytyjski polityk, członek Partii Konserwatywnej. Od 2010 poseł do Izby Gmin. Od 9 lipca 2018 do 26 czerwca 2021 zajmował stanowisko ministra zdrowia, wcześniej przez pół roku był ministrem kultury, mediów i sportu.

## Życiorys
Urodził się w Chester, dorastał na farmie w Cheshire. Uczęszczał do szkoły podstawowej w jednej z wsi w Cheshire, a następnie do King's School, prywatnej szkoły w Chester. Naukę kontynuował na West Cheshire College, gdzie studiował informatykę. Ukończył studia z dziedzin filozofii, polityki i ekonomii na Exeter College w Uniwersytecie Oksfordzkim, a kilka lat później uzyskał tytuł Master of Philosophy na Christ's College w University of Cambridge.
W 1999 wstąpił do Partii Konserwatywnej. W 2010 roku został wybrany posłem do Izby Gmin z okręgu West Suffolk. Uzyskał reelekcję w 2015, 2017 i 2019 roku. Podczas kampanii referendalnej w sprawie brexitu popierał pozostanie Wielkiej Brytanii w Unii Europejskiej.
W styczniu 2018 został mianowany ministrem kultury, mediów i sportu w drugim gabinecie Theresy May, a następnie, 9 lipca 2018, ministrem zdrowia. W 2019 roku kandydował na lidera Partii Konserwatywnej, wycofał swoją kandydaturę po zapoznaniu się z niekorzystnymi dla siebie wynikami pierwszego głosowania.
Utrzymał stanowisko ministra zdrowia po zmianie premiera.
Zrezygnował ze stanowiska 25 czerwca 2021 po pojawieniu się zarzutów o złamanie zasad dystansu społecznego, obowiązujących podczas pandemii COVID-19.